# 安遠県
安遠県（あんえん-けん）は中華人民共和国江西省贛州市に位置する県。

## 地理
安遠県は江西省南部の山岳地帯に位置する。山地が全体の83%を占めている。

## 歴史
544年（大同10年）、南朝梁により設置された。隋代の開皇年間、安遠県は雩都県に編入され南康郡（589年に虔州と改称）の管轄とされた。788年（貞元4年）、唐朝は雩都県南三郷及び信豊県に再び安遠県を設置した。五代十国時代の910年（天佑7年）、呉は虔州及び韶州に百勝軍を、937年（昇元元年）には南唐により百勝軍は昭信軍と改称され、安遠県を管轄した。
宋代になると975年（開宝8年）、昭信軍は軍州と、更に976年（太平興国元年）には虔州、1153年（紹興23年）には贛州と改められている。1277年、元朝は安遠県を会昌県に編入しているが、1310年（至大3年）に再び安遠県が設置された。1369年（洪武2年）、明朝は贛州府を設置、中華民国成立まで安遠県を管轄した。
1912年（民国元年）、北京政府は府制を廃止、安遠県は江西省直轄とされたが、翌年には新設された贛南道の管轄とされた。南京国民政府による施政権が及んだ1926年（民国15年）、道制は廃止され再び江西省直轄とされた。
1930年（民国19年）6月、南京国民政府と対立した中国共産党は革命拠点を建設すべく、贛西南ソビエト政府贛南革命委員会を設置、安遠県をその勢力下に置き、1931年（民国20年）6月以降は江西省の、1933年（民国22年）8月以降は粤贛省の管轄とされた。同年10月、安遠県は贛南専区の、1934年（民国23年）には第9行政督察区、1935年（民国24年）3月には第4行政督察区の管轄とされ、中国共産党による実効支配が行われた。
1949年（民国38年）8月20日、贛州分区に、同年11月23日に贛西行政区、1951年6月29日に贛州専区、1954年5月25日に贛南行政区、1964年5月15日に贛州専区、1971年に贛南地区の管轄とされ、1997年7月に贛南地区が地級市の贛州市二改編された際に移管され現在に至る。

## 行政区画
- 鎮:欣山鎮、孔田鎮、版石鎮、天心鎮、竜布鎮、鶴子鎮、三百山鎮、車頭鎮
- 郷:鎮崗郷、鳳山郷、新竜郷、蔡坊郷、重石郷、長沙郷、浮槎郷、双芫郷、塘村郷、高雲山郷

## 交通

### 道路
- 高速道路
  - S41 寧定高速道路
  - S80 尋信高速道路